# Liste der Biografien/Taj
Liste der Biografien |
Portal Biografien |
Personensuche
# |
A |
B |
C |
D |
E |
F |
G |
H |
I |
J |
K |
L |
M |
N |
O |
P |
Q |
R |
S |
T |
U |
V |
W |
X |
Y |
Z |
?
 
Ta |
Tc |
Te |
Tf |
Tg |
Th |
Ti |
Tj |
Tk |
Tl |
Tm |
To |
Tq |
Tr |
Ts |
Tu |
Tv |
Tw |
Tx |
Ty |
Tz
 
Taa |
Tab |
Tac |
Tad |
Tae |
Taf |
Tag |
Tah |
Tai |
Taj |
Tak |
Tal |
Tam |
Tan |
Tao |
Tap |
Taq |
Tar |
Tas |
Tat |
Tau |
Tav |
Taw |
Tax |
Tay |
Taz
Die Liste der Biografien führt alle Personen auf, die in der deutschsprachigen Wikipedia einen Artikel haben. Dieses ist eine Teilliste mit 51 Einträgen von Personen, deren Namen mit den Buchstaben „Taj“ beginnt.

## Taj
- Taj El-Din Hilaly, islamischer Religionsführer in Australien
- Taj ul-Alam († 1675), 14. Sultanin von Aceh

### Taja
- Tajani, Antonio (* 1953), italienischer Politiker (Forza Italia), MdEPAntonio Tajani (* 1953)

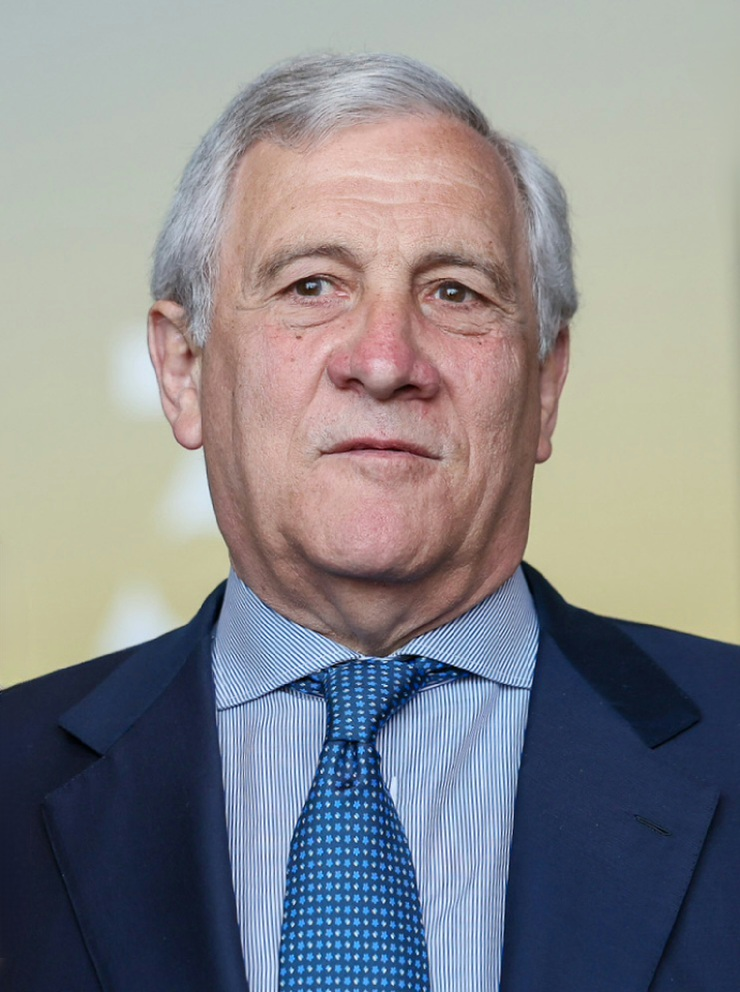
Antonio Tajani (* 1953)

- Tajanowitsch, Weniamin Igorewitsch (* 1967), russischer Schwimmer

### Tajb
- Tajbert, Vitali (* 1982), deutscher Boxer

### Tajc
- Tajčević, Marko (1900–1984), jugoslawischer Komponist
- Tajchman, Jan (1929–2020), polnischer Architekt
- Tajči (* 1970), kroatische Sängerin
- Tajcnár, Rudolf (1948–2005), slowakischer Eishockeyspieler
- Tajcnárová, Patrícia (* 2002), slowakische Bobfahrerin und Fußballspielerin

### Taje
- Tajes, Máximo (1852–1912), Präsident Uruguays

### Tajf
- Tajfel, Henri (1919–1982), britischer Sozialpsychologe
- Tajfur, Faruk, syrischer religiöser Politiker

### Taji
- Tajik, Abdul Hamid (* 1923), afghanischer Fußballspieler
- Tajik, Hadia (* 1983), norwegische Journalistin, Juristin und ehemalige Politikerin, Mitglied des Storting (2009–2025)
- Tajik, Nosratollah (* 1954), iranischer Diplomat
- Tajima, Gōki (* 1997), japanischer Judoka
- Tajima, Hiroaki (* 1974), japanischer Fußballspieler
- Tajima, Masazumi (* 1933), japanischer Radrennfahrer
- Tajima, Nabi (1900–2018), japanischer, ältester lebender Mensch (2017–2018)
- Tajima, Naoki (* 2000), japanischer Tennisspieler
- Tajima, Naoto (1912–1990), japanischer Leichtathlet und Olympiasieger
- Tajima, Shōta (* 1992), japanischer Fußballspieler
- Tajima, Tomoko, japanische Badmintonspielerin
- Tajima, Toshiki (* 1948), japanischer Physiker
- Tajima-Peña, Renee (* 1958), US-amerikanische Dokumentarfilmregisseurin und -produzentin, Drehbuchautorin und Hochschullehrerin
- Tajiri, Ken (* 1993), japanischer Fußballspieler
- Tajiri, Kōsei (* 2001), japanischer Fußballspieler
- Tajiri, Satoshi (* 1965), japanischer Spieleentwickler, Pokémon-Erfinder
- Tajiri, Shinkichi (1923–2009), niederländisch-US-amerikanischer Maler, Bildhauer und Fotograf
- Tajiri, Yoshihiro (* 1970), japanischer WrestlerYoshihiro Tajiri (* 1970)

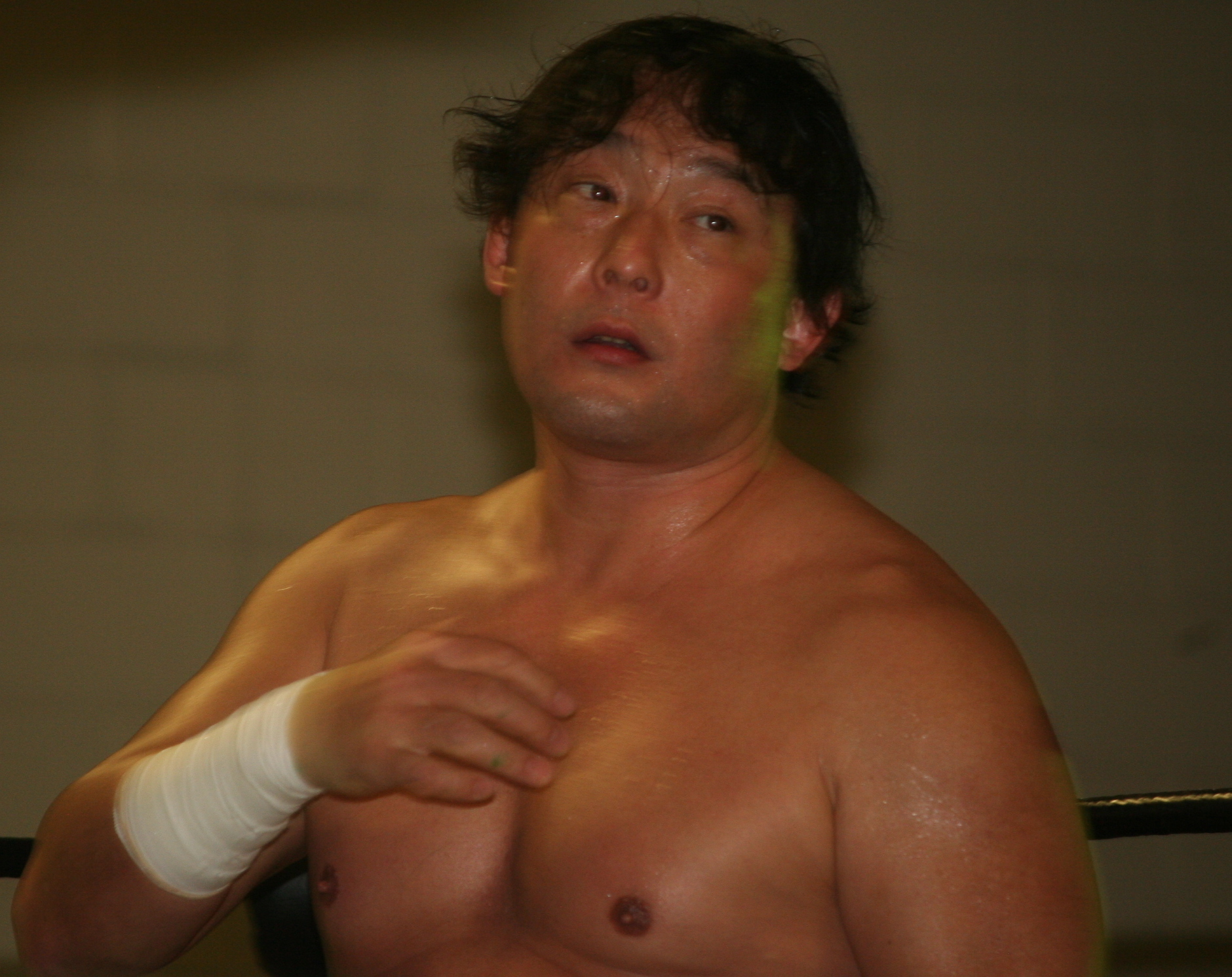
Yoshihiro Tajiri (* 1970)

- Täjiýewa, Aýgül (1944–2009), turkmenische Politikerin und Dissidentin

### Tajm
- Tajmar, Martin (* 1974), österreichischer Elektroingenieur
- Tajmasow, Tymur (* 1970), ukrainischer Gewichtheber
- Tájmel, Veronika (* 1987), ungarische Fußballspielerin

### Tajn
- Tajner, Henryk (* 1958), polnischer Skispringer
- Tajner, Leopold (1921–1993), polnischer nordischer Skisportler
- Tajner, Tomisław (* 1983), polnischer Skispringer
- Tajner, Władysław (1935–2012), polnischer Skispringer und Skisprungtrainer
- Tajner, Wojciech (* 1980), polnischer Skispringer
- Tajnikar, Pia (* 1985), slowenische Sprinterin

### Tajo
- Tajoli, Luciano (1920–1996), italienischer Sänger und Schauspieler
- Tajonar, Pamela (* 1984), mexikanische Fußballtorhüterin
- Tajoschnaja, Galina Petrowna (1914–1982), sowjetische Skirennläuferin
- Tajoschnaja, Olga Petrowna (1911–2007), sowjetisch-russische Bildhauerin
- Tajouri, Ismael (* 1994), libyscher Fußballspieler
- Tajovský, Jozef Gregor (1874–1940), slowakischer Schriftsteller und Dramatiker

### Tajs
- Tajsich, Sonja (* 1975), deutsche Triathletin

### Tajt
- Tajtelbaum, Niuta (1917–1943), polnische Widerstandskämpferin gegen den Nationalsozialismus

### Taju
- Tajuddin, Ahmad (1913–1950), bruneiischer Adeliger, Sultan von BruneiAhmad Tajuddin (1913–1950)

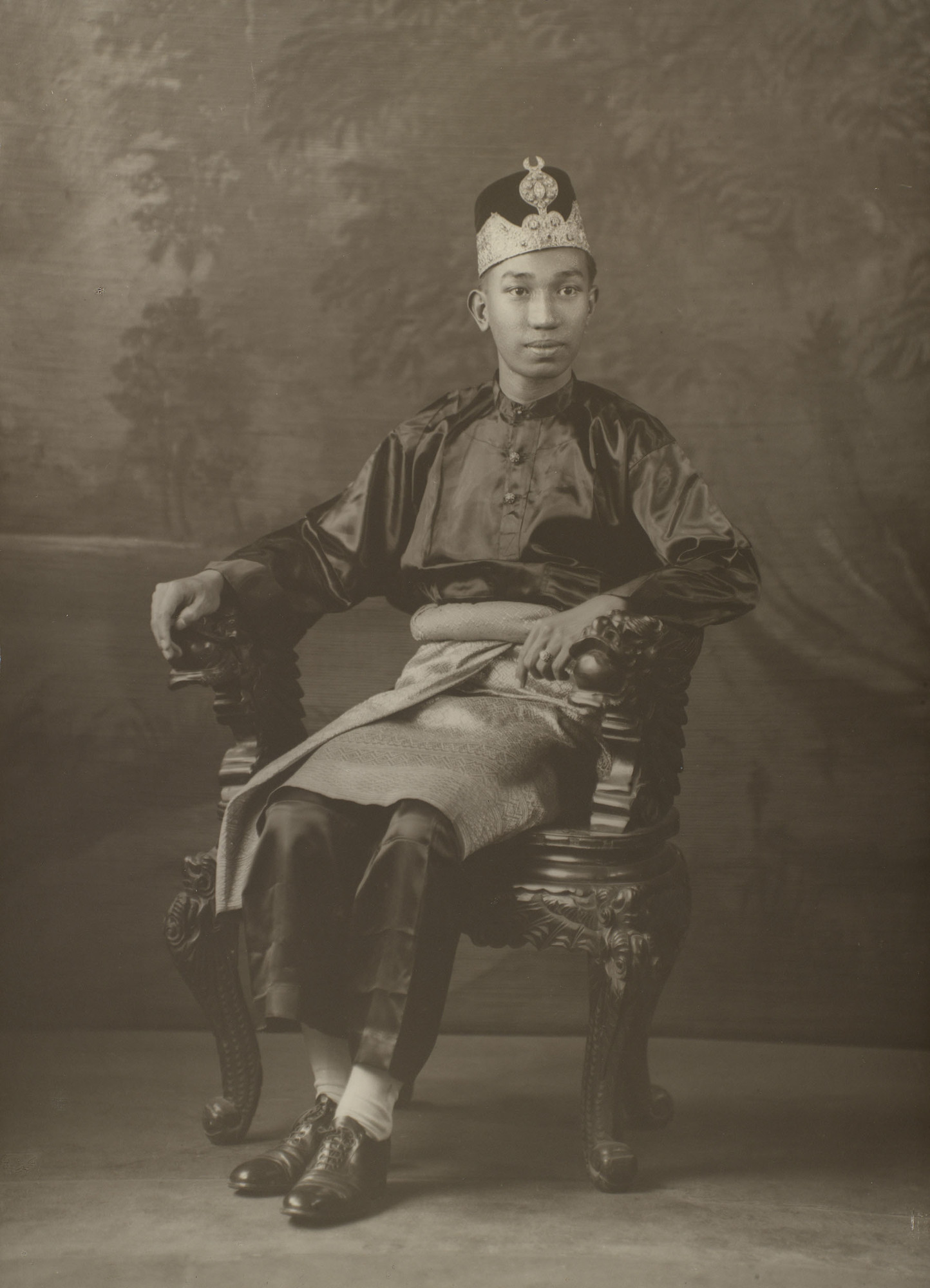
Ahmad Tajuddin (1913–1950)

### Tajv
- Tajvidi, Ali Akbar (1926–2017), iranischer Maler